# Cimetière communautaire de Westview
Westview Community Cemetery est un cimetière afro-américain historique situé à Pompano Beach, en Floride. 
Il a été créé en 1952, pendant la période de ségrégation, lorsque les Afro-Américains ne pouvaient pas être enterrés avec les Blancs en Floride.
C'est le dernier lieu de repos d'Esther Rolle, actrice célèbre pour la sitcom des années 1970 Good Times, et de sa sœur Estelle Evans, actrice dans le film Du silence et des ombres (To Kill a Mockingbird) (1962),.

## Galerie

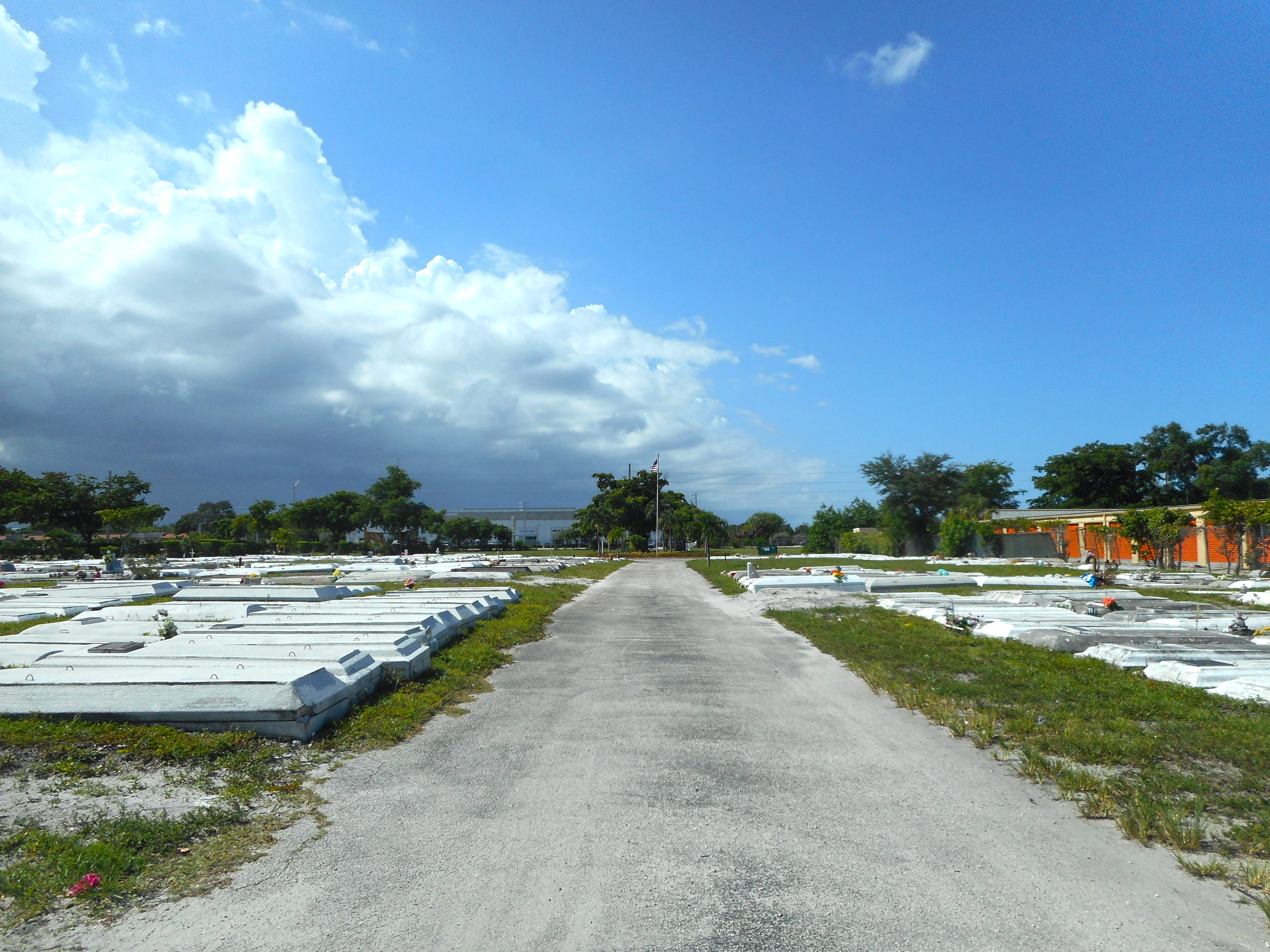
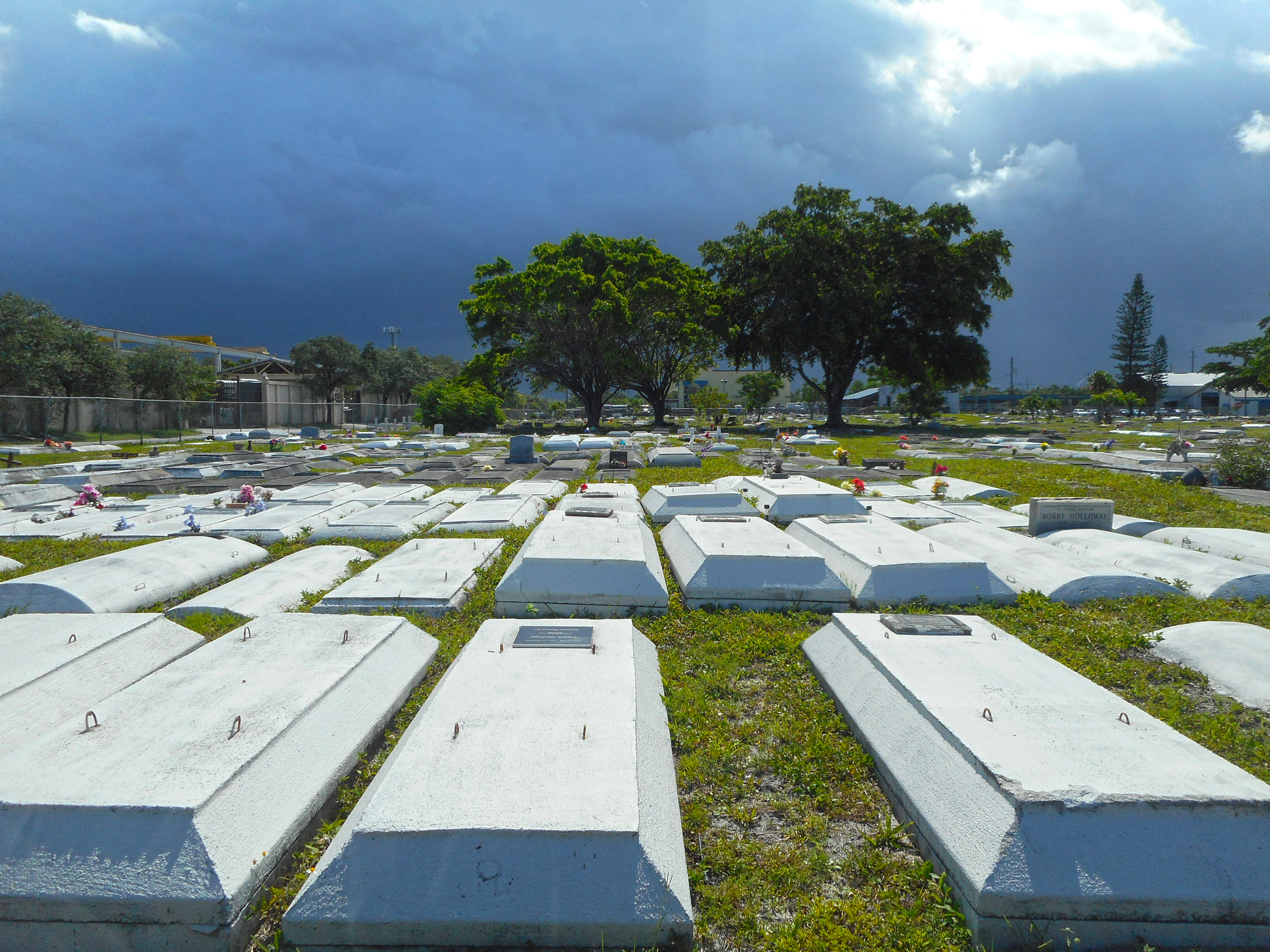
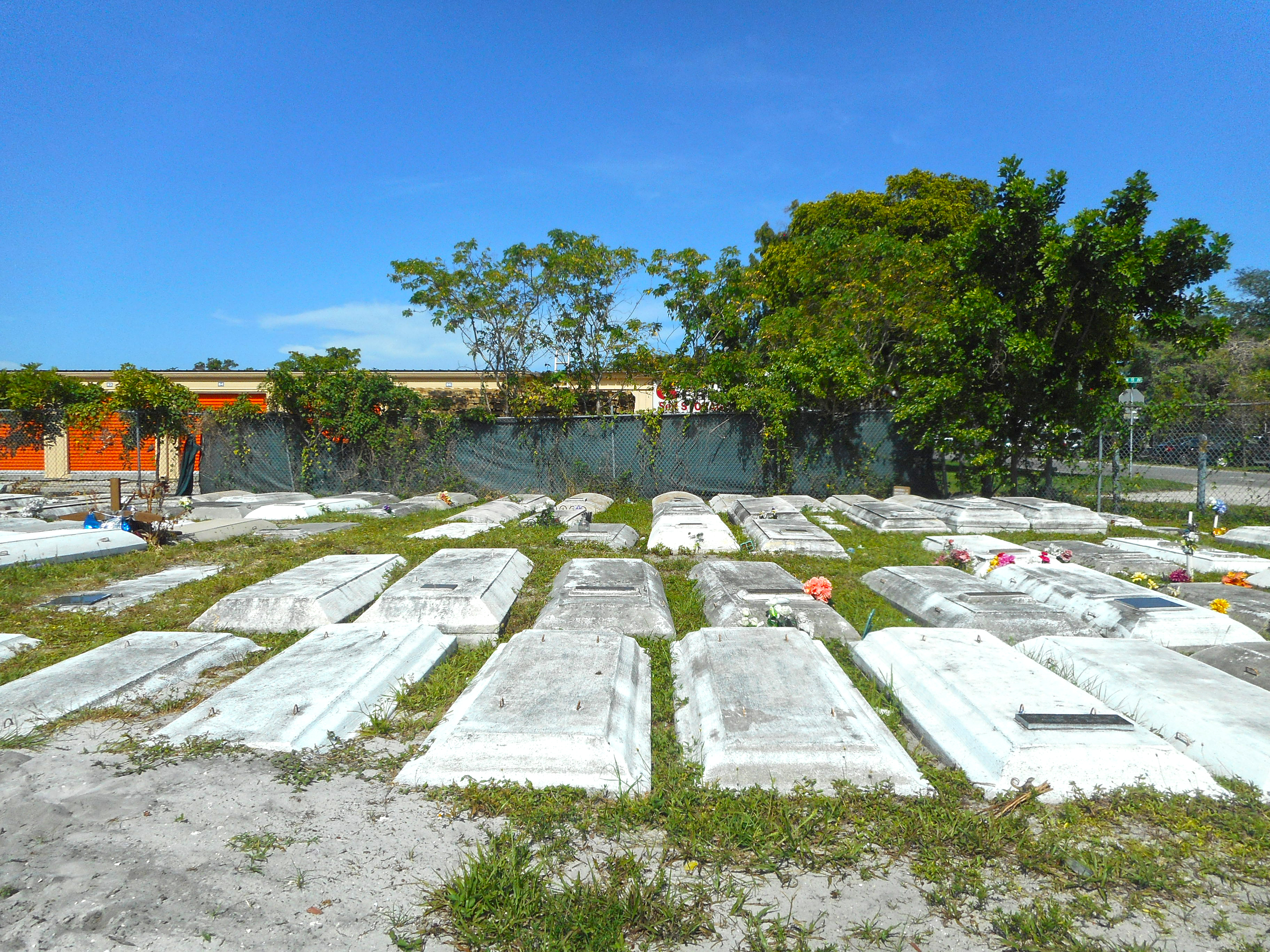
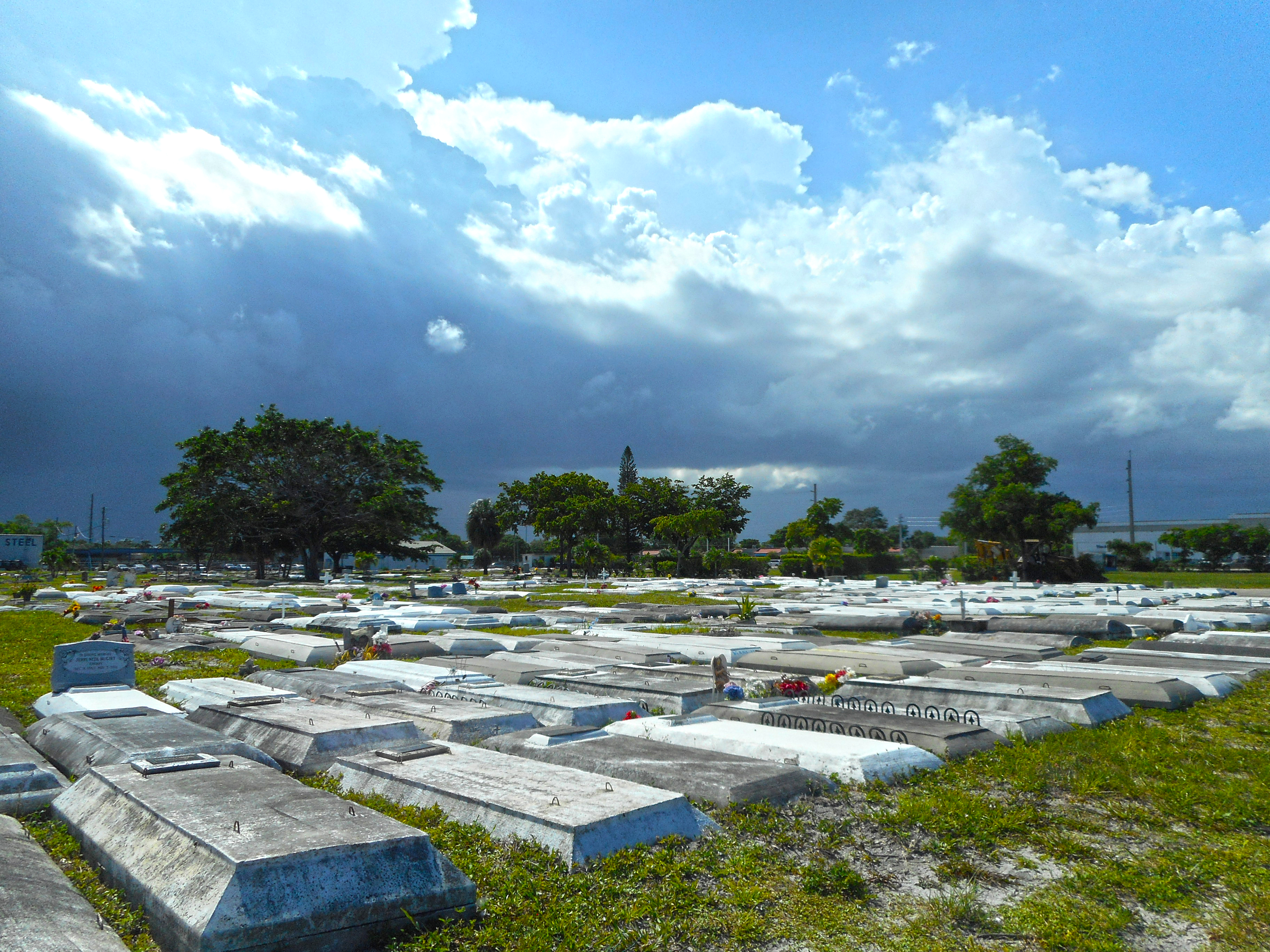
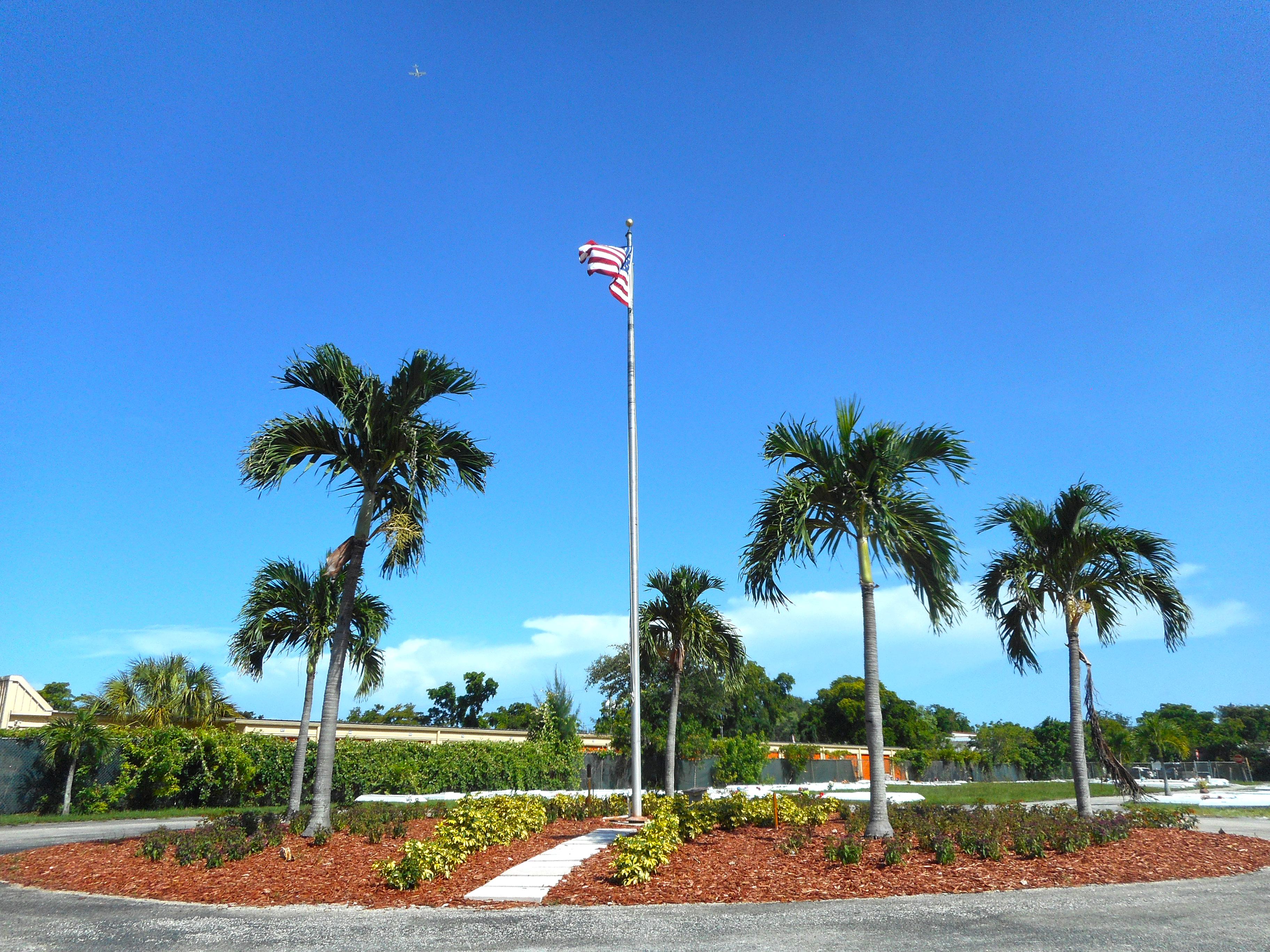
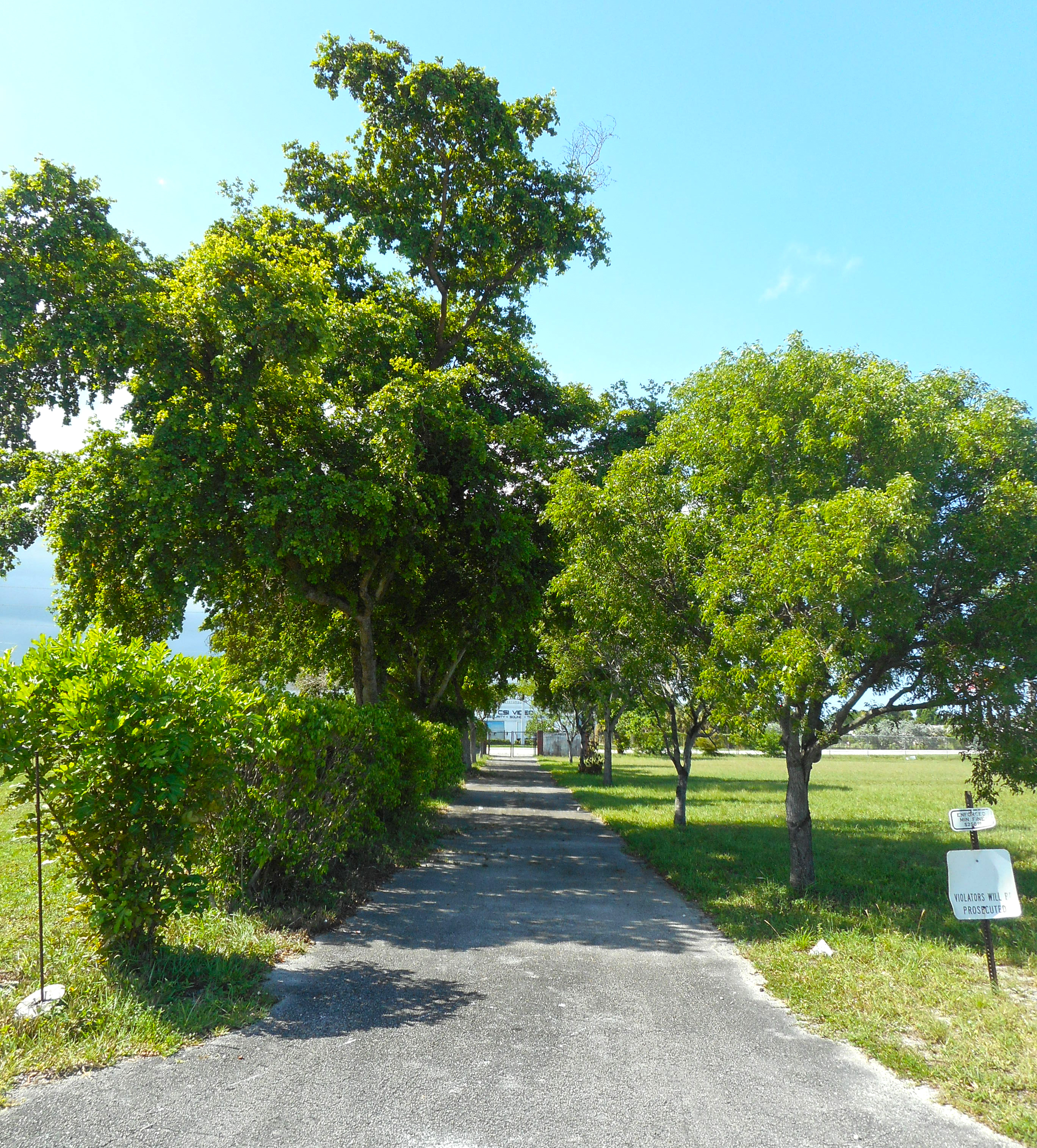
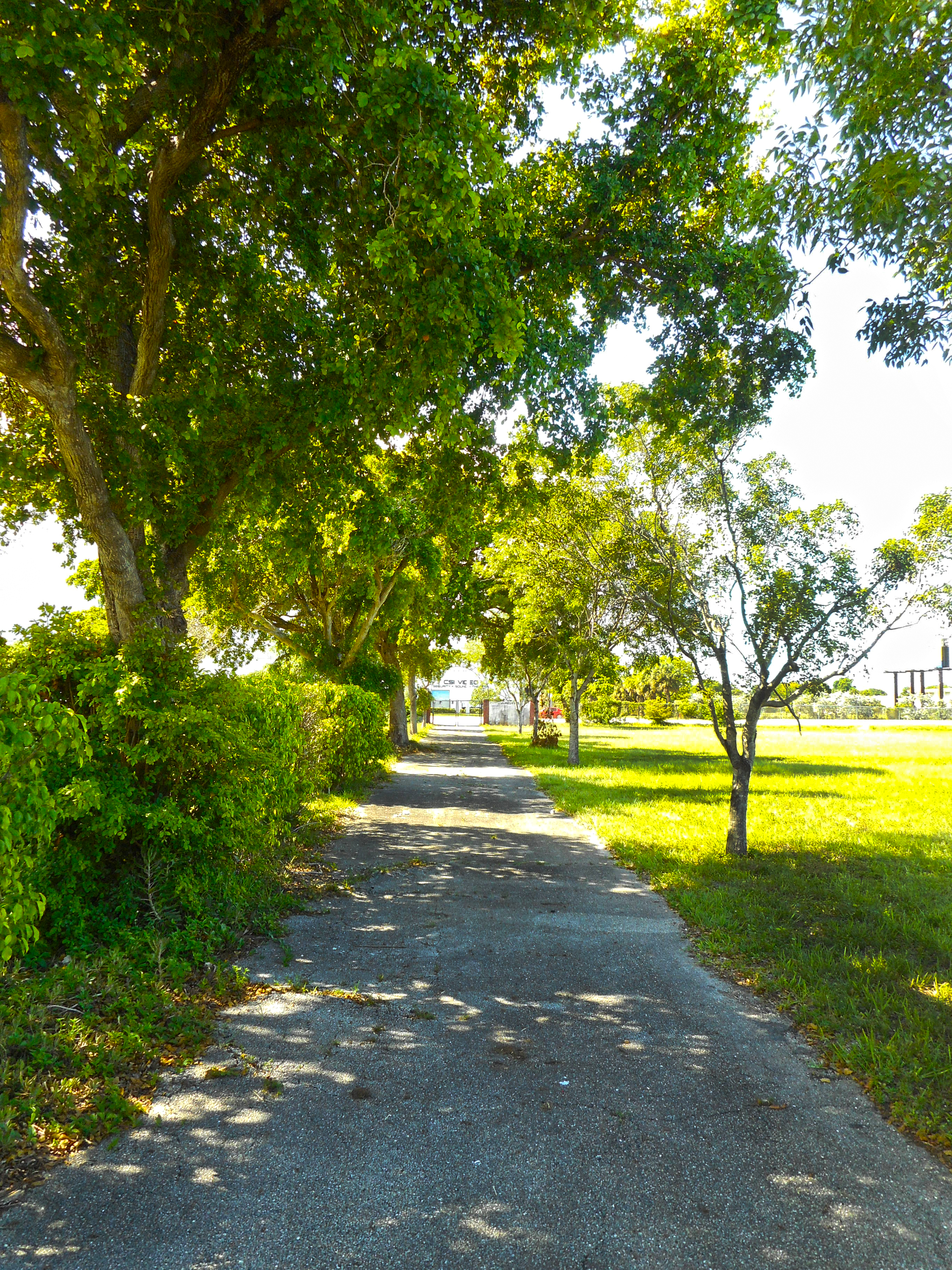
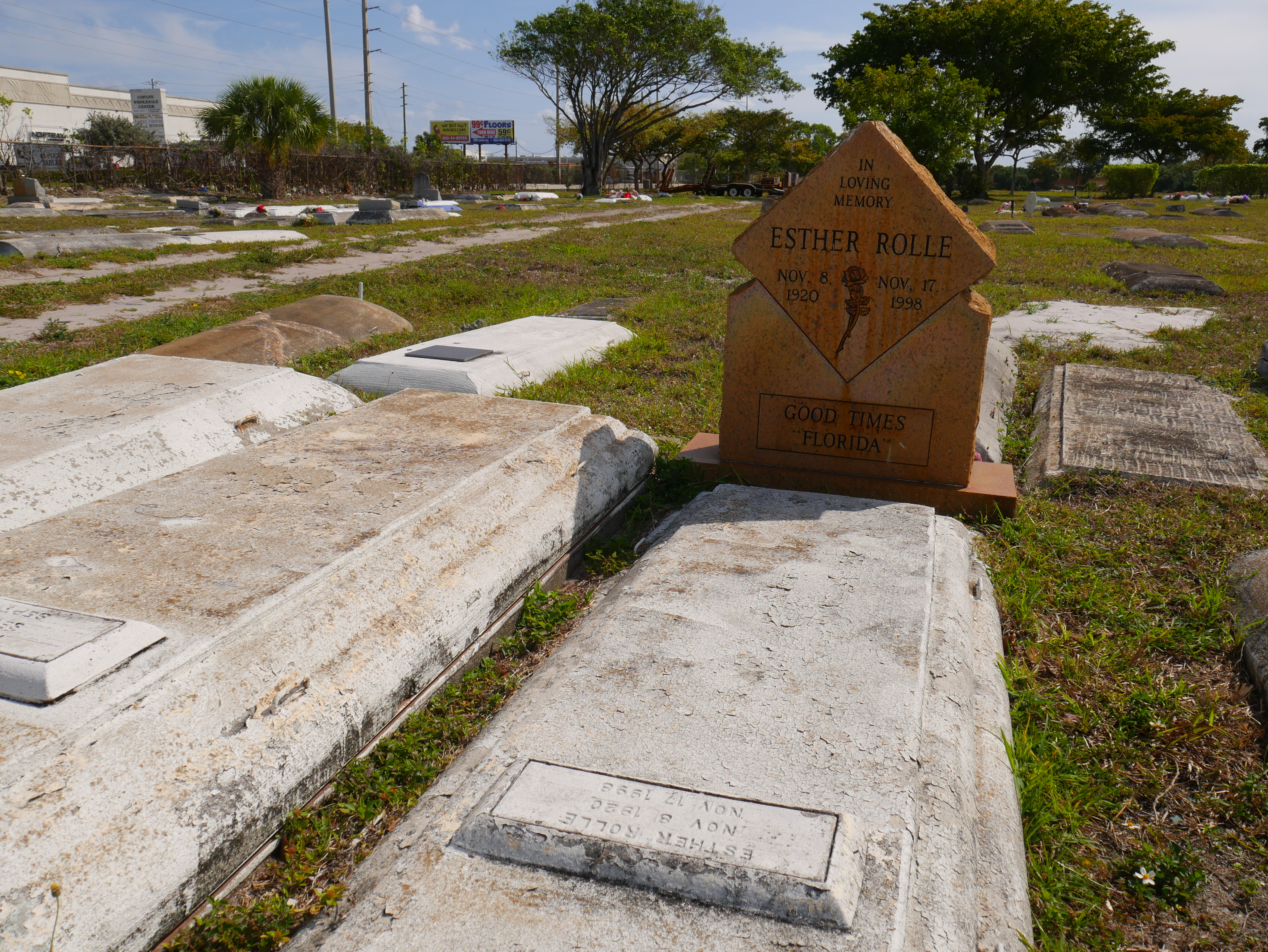
Pierre tombale d'Esther Rolle.